# Zuzenhausen

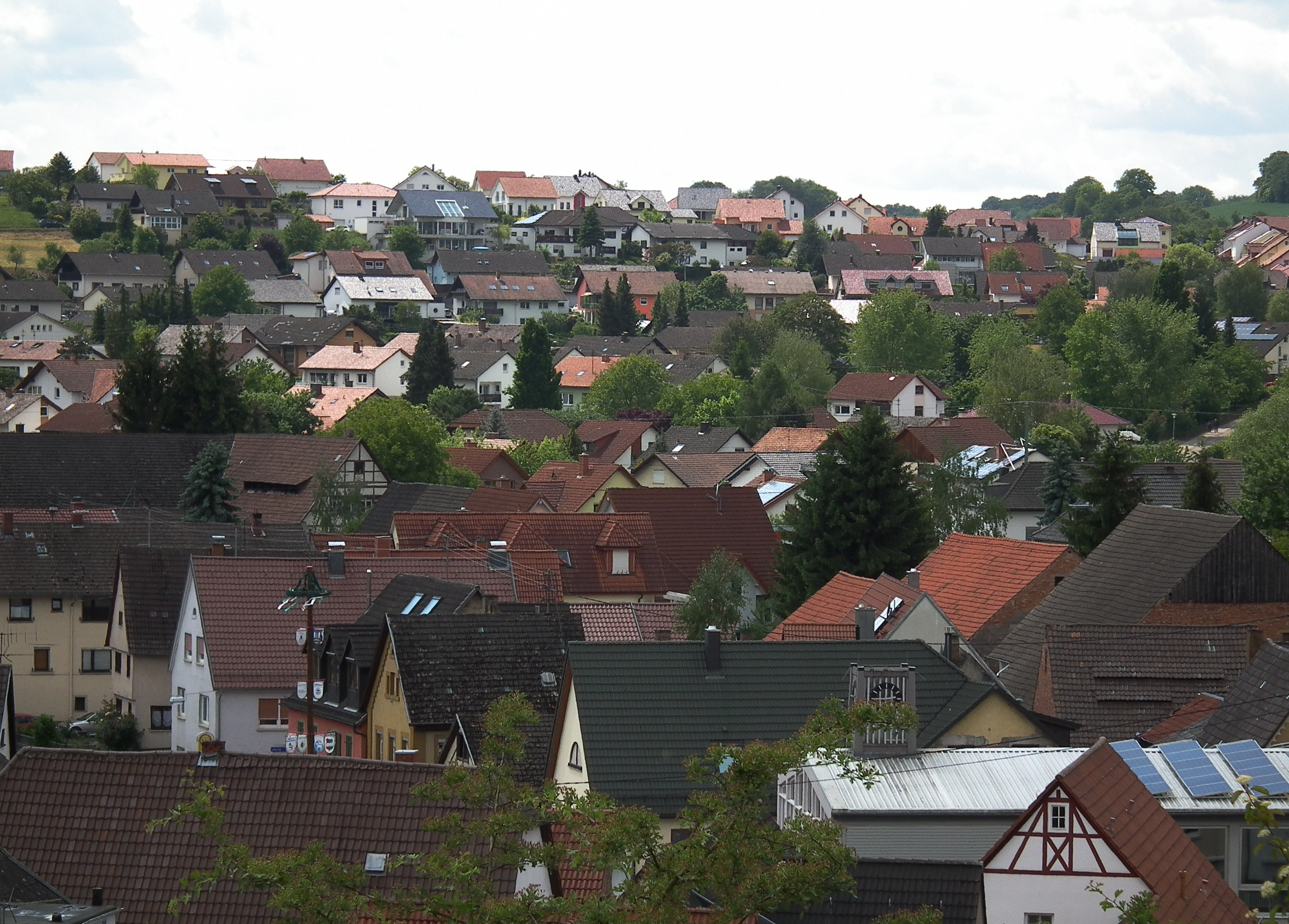
Zabudowa wsi

Zuzenhausen – miejscowość i gmina w Niemczech, w kraju związkowym Badenia-Wirtembergia, w rejencji Karlsruhe, w regionie Rhein-Neckar, w powiecie Rhein-Neckar, wchodzi w skład wspólnoty administracyjnej Sinsheim. Leży ok. 15 km na południowy wschód od Heidelbergu, przy drodze krajowej B45 i linii kolejowej Eppingen-Heidelberg.

## Współpraca
Miejscowości partnerskie:
- Crostau, Saksonia
- La Colle-sur-Loup, Francja